# Madras Railway
| Madras Railway                                    | Madras Railway         |
| ------------------------------------------------- | ---------------------- |
| Lokomotive Nr. 425, gebaut 1860 von Beyer-Peacock |                        |
| Streckenlänge:                                    | 1905: 2270 km          |
| Spurweite:                                        | 1676 mm (Kolonialspur) |
|                                                   |                        |

Die Madras Railway, abgekürzt MR, wurde am 8. Mai 1845 gegründet und war lange Zeit die drittgrößte indische Eisenbahngesellschaft nach der East Indian Railway und der Great Indian Peninsula Railway. Sie spielte eine Pionierrolle bei der Entwicklung der Eisenbahn im Süden Indiens.

## Geschichte
Die erste Strecke von Madras, dem heutigen Chennai, nach Arcot wurde am 1. Juli 1856 eröffnet. Beständig wurde das Streckennetz erweitert. Ziel war neben dem Ausbau im Süden Indiens auch die Verbindung von Madras an der Ostküste mit der Westküste, die 1862 fertig gestellt wurde. 1871 wurde die Verbindung zur Great Indian Peninsula Railway fertig, womit es eine durchgehende Eisenbahnverbindung Bombay–Madras gab. Daneben verwaltete die MR auch einige kleinere Schmalspurbahnen im Auftrag anderer Gesellschaften. Auch die heute noch existierende Bergbahn Nilgiri Mountain Railway wurde von 1899 bis 1907 von ihr betrieben. 
1908 wurden der nördliche Teil der Madras Railway und die Southern Mahratta Railway zur Madras and Southern Mahratta Railway zusammengelegt. Der südliche Teil des Schienennetzes, rund 670 km, wurde von der South Indian Railway (SIR) übernommen. Auch die Schmalspurstrecken und die Nilgiri Mountain Railway kamen zur SIR.

## Rollmaterial
Am 31. Dezember 1877 war die Gesellschaft im Besitz von 150 Dampflokomotiven, 391 Personenwagen und 3223 Güterwagen. 1905 beschaffte die Gesellschaft spezielle Selbstentladewagen zum Einschottern von Gleisen.